# Jesus Chediak
Jesus Chediak (Belo Horizonte, 10 de agosto de 1941 – Rio de Janeiro, 8 de maio de 2020) foi um ator, jornalista, teatrólogo e cineasta brasileiro.

## Biografia
De origem libanesa, atuou em diversos filmes do cinema nacional durante as décadas de 1960 e 1970, ora como diretor, ora como ator. Foi diretor de instituições como a Escola de Teatro da Universidade Federal da Bahia, do Teatro João Caetano, da Casa França Brasil e secretário de Cultura e Turismo de Duque de Caxias. Chediak foi também curador da Secretaria de Cultura e Economia Criativa do Estado do Rio de Janeiro.
Durante muitos anos e muitas gestões, foi diretor de Cultura e Lazer da Associação Brasileira de Imprensa.
Em 2020, contraiu COVID-19, tendo sido internado no Assim Medical Center do Méier, no dia 4 de maio, onde veio a morrer quatro dias depois.

## Filmes
- Os Viciados (1968) [1]
- Banana Mecânica (1974)[1]
- A Lenda de Ubirajara (1975)[1]
- Ladrões de Cinema (1977) [1]
- As Borboletas Também Amam (1979)[1]
- Parto para a liberdade — Uma breve história de Pedro Aleixo[1]